# فلورلینگ
فلورلینگ (به آلمانی: Flaurling) یک منطقهٔ مسکونی در اتریش است که در اینسبروک لند واقع شده‌است. فلورلینگ ۱۹٫۶۴ کیلومتر مربع مساحت دارد ۶۷۵ متر بالاتر از سطح دریا واقع شده‌است.